# Hilke Bertelsmann
Hilke Bertelsmann ist eine deutsche Gesundheitswissenschaftlerin mit Schwerpunkt „evidenzbasierte Entscheidungsfindung“ an der Fachhochschule der Diakonie in Bielefeld. Sie leitet die Hochschule als Rektorin.

## Leben
Hilke Bertelsmann studierte Biologie an der Universität Bayreuth und schloss 1994 mit Diplom ab. Im Jahr 2000 promovierte sie, ebenfalls an der Universität Bayreuth. Anschließend erlangte sie an der Universität Bielefeld den Master in „Public Health“. Von 2001 bis 2004 war sie dort wissenschaftliche Mitarbeiterin an der Fakultät für Gesundheitswissenschaften, Arbeitsgruppe Epidemiologie und medizinische Statistik. In ihrem Forschungsprojekt geht es um methodische Aspekte der Studien zum Zusammenhang zwischen radioaktiver Strahlung nach dem Reaktorunfall von Tschernobyl und Schilddrüsenkrebs bei Kindern und Jugendlichen.
Von 2003 bis 2005 war Frau Bertelsmann Professorin in Vertretung für Gesundheitswissenschaften an der Fachhochschule Bielefeld im Bereich Pflege und Gesundheit.
2005 wechselte sie in die Geschäftsstelle des Gemeinsamen Bundesausschusses der Ärzte, Zahnärzte, Krankenhäuser und Krankenkassen. In der Abteilung Fachberatung Medizin war Bertelsmann für die methodische Beratung insbesondere im Bereich Prävention und Familienplanung zuständig. 2006 übernahm sie die kommissarische Leitung der Abteilung und entwickelte mit ihrem Team Fortbildungen und Materialien für den evidenzbasierten Beratungsprozess.
Seit 2004 ist Hilke Bertelsmann außerdem nebenberuflich als Dozentin in Fernstudiengängen der Universität Bielefeld, der Fachhochschule Münster, der Fachhochschule Hannover und in Weiterbildungen des Gemeinsamen Bundesausschusses tätig.
Seit 2007 ist Frau Bertelsmann Professorin an der FH der Diakonie in Bielefeld. 2014 wurde sie zur Rektorin der Hochschule gewählt.
Von 2009 bis 2018 war sie als Dozentin für Weiterbildungsstudiengänge an der Charité in Berlin tätig.
Seit 2014 leitet sie die Hochschule als Rektorin.

## Ehrenämter
Von 2011 bis 2017 war Hilke Bertelsmann ehrenamtliches Mitglied der Ständigen Impfkommission (STIKO) der deutschen Bundesregierung.
Seit 2018 ist sie Prädikantin der westfälischen Landeskirche. Zusätzlich engagiert sich Bertelsmann seit 2010 im Gottesdienstteam der Kinderklinik Bethel und entwickelte den Podcast „Froh im Ohr“ für die Kinder im Krankenhaus.
Seit 2022 ist Frau Bertelsmann Mitautorin der Pastoralblätter und der Predigtreihe „feministisch predigen“.

## Mitgliedschaften
- Deutsche Gesellschaft für Epidemiologie (DGEpi)
- Netzwerk Evidenzbasierte Medizin e.V. (EbM)
- Verein zur Förderung der Technologiebewertung im Gesundheitswesen (Health Technology Assessment) e.V. (HTA.de)
- Health Technology Assessment international (HTAi)
- Deutsche Gesellschaft für Soziale Arbeit in der Suchthilfe (DGSAS)
- Kreissynodalausschuss Seelsorge Bielefeld

## Schriften (Auswahl)
- Die Sondersendung; Predigt zu Ezechiel 22, 23–31 (Buß- und Bettag); Feministisch Predigen 2022/2023
- Gott gebe dir vom Tau des Himmels…; Andacht zum Monatsspruch 1. Mose 27,28 Pastoralblätter 6/23, S. 490–491
- Als Gott zurückkehrte in das Heiligtum von Schilo; Predigt und Gottesdienstentwurf zu Samuel 3, 1–10; Pastoralblätter 5/23 S. 422–427
- Die Zeit ist eine Brücke in die Ewigkeit; Kurzpredigt zum Jahresschluss: Römer 8, 31b-39; Pastoralblätter 12/22 S. 1074–1075
- Eine ganz andere Geschichte; Predigt und Gottesdienstentwurf zu Joh.17, 1–8; Pastoralblätter 2/22, S. 299–303
- Für mehr Transparenz in der gesundheitspolitischen Entscheidungsfindung. Der Einsatz digitaler Informationen und Prozessgestaltungen am Beispiel einer Entscheidung der Ständigen Impfkommission (STIKO). In: T. Hagemann. Gestaltung des Sozial- und Gesundheitswesens im Zeitalter von Digitalisierung und technischer Assistenz. Nomos Verlag 2017. Baden-Baden. S. 535–542.
- Evidenzlage nicht-medikamentöser und nicht-technischer Behandlungsverfahren, Zeitschrift für Evidenz, Fortbildung und Qualität im Gesundheitswesen, Volume 107, Issue 3, 2013, Pages 208–213
- mit Matthias K., Nolting A., Weber F., Pietsch B:  Fortbildungskurse zu Themen der Evidenzbasierten Medizin im Gemeinsamen Bundesausschuss, Zeitschrift für Evidenz, Fortbildung und Qualität im Gesundheitswesen, Volume 107, Issue 1, 2013, Pages 62–69
- Evidenzlage nicht-medikamentöser und nicht-technischer Behandlungsverfahren. Vortrag 6. Diskussionsforum zur Nutzenbewertung im Gesundheitswesen, Berlin 2013
- Burnout – ein Problem der Sozialen Arbeit? Jahreskongress der Deutschen Gesellschaft für Soziale Arbeit in der Suchthilfe, Dokumentation 2010, S. 87–94
- mit Matthias K. und Perleth M.: 10 Jahre Prävention im Gemeinsamen Bundesausschuss – methodische Analyse der Beschlusse im Zeitraum vom 01.01.2000 bis 31.12.2009, Vortrag auf dem Gemeinsamen Kongress der Deutschen Gesellschaft für Sozialmedizin und Prävention, der Deutschen Gesellschaft für Epidemiologie und der European Union of Medicine in Assurance and Social Security (EUMASS); Das Gesundheitswesen 72;08/09
- Die Methoden der evidenzbasierten Pflege am Beispiel der Prävention von Knochenbrüchen durch Hüftprotektoren; Zeitschrift Unterricht Pflege; 3/2009
- Pathophysiologische Vorgänge bei Arthrosen und Arthritis Zeitschrift Unterricht Pflege; 5/2008
- mit Gomes de Carvalho H., Mund M., Bauer S., Matthias K.: Fehlbildungsrisiko bei extrakorporaler Befruchtung (The Risk of Malformation Following Assisted Reproduction)Dtsch Arztebl 105(1–2) 2008: 11–17
- mit Bronner D., Roters D: Vom Nutzen der Nutzenbewertung: Die Prinzipien der Evidenzbasierten Medizin und des Health Technology Assessments als Entscheidungsgrundlage des Gemeinsamen Bundesausschusses. ZaefQ 101 (7) 2007, 455–462
- mit Lerzynski G., Kunz R.: Kritische Bewertung von Studien zu therapeutischen Interventionen (133–148) In: Lehrbuch Evidenzbasierte Medizin in Klinik und Praxis 2., überarb. u. erw. Aufl. 2007. Hrsg. v. Regina Kunz, Günter Ollenschläger, Hans-Heinrich Raspe u. a. Deutscher Ärzte-Verlag
- Poster und Abstract auf der GMDS-Jahrestagung 2007
- mit Gruber S., Jambor C., Richter S., Wieland A., Wietschel G. (2007) Analyse der Methodik von systematischen Literaturrecherchen bei nicht-randomisierten Beobachtungsstudien
- Vortrag und Abstract auf der GMDS-Jahrestagung 2007
- Das Fehlbildungsrisiko durch Intrazytoplasmatische Spermieninjektion (ICSI) – eine systematische Bewertung der aktuellen Datenlage, 2007
- Poster und Abstract GMDS-Jahrestagung 2006
- mit Gruber S., Richter S., Wieland A., Wietschel G. (2006) Systematische Literaturrecherche als Grundlage evidenzbasierter medizinischer Methodenbewertung im Gemeinsamen Bundesausschuss (G-BA)
- Biometrical Journal, Vol. 46, 147
- mit Blettner M.: Ecological Studies of Childhood Leukaemia in the Vicinity of Nuclear Installations – a Review over the last 10 Years. 2004.